# The Feeding of the 5000
The Feeding of the 5000 est le premier album du groupe de musique anarcho-punk Crass, sorti en 1978

## Historique
Il contient les hymnes qui feront la réputation du groupe anarcho-punk londonien tels que "Punk is Dead," Fight War Not Wars (dont le titre est une référence à la Bible : la multiplication des pains).
Car là est la particularité de Crass, les instruments sont placés en retrait au profit de la voix pour que toute personne puisse comprendre à la première écoute le message du groupe. Traitant de la société, du punk, de la guerre, de la religion...
Toutes les chansons ont été écrites et produites par Crass, et l'album a été enregistré en live aux studios Southern à Londres. Il est sorti en 1978 sur Crass Records sous forme de vinyle 12".

## Liste des chansons
Face 1
1. Asylum - 2:06
2. Do They Owe Us a Living? - 1:24
3. End Result - 2:04
4. They’ve Got a Bomb - 3:48
5. Punk is Dead - 1:48
6. Reject of Society - 1:08
7. General Bacardi - 0:59
8. Banned from the Roxy - 2:14
9. G’s Song - 0:36

Face 2
1. Fight War, Not Wars - 0:42
2. Women - 1:15
3. Securicor - 2:28
4. Sucks - 1:38
5. You Pay - 1:44
6. Angels - 2:08
7. What a Shame - 1:11
8. So What - 3:05
9. Well?...Do They? - 1:32